# Rosanna Yanni
Pour les articles homonymes, voir Yanni (homonymie).
Rosanna Yanni, née Marta Susana Yanni Paxot à Buenos Aires le 27 février 1938, est une actrice argentine.

## Biographie
Marta Susana Yanni Paxot entre dans le monde du spectacle à 22 ans comme choriste dans les revues présentées au Teatro Nacional de Buenos Aires. S'étant rendue en Italie en 1962, elle travaille quelque temps comme manequin. Elle débute au cinéma en 1963, en Espagne, dans Sol de verano de Juan Bosch Palau. Sa carrière se déroule principalement en Espagne, avec une interruption dans les années 1980 pour reprendre à la fin du XXe siècle.

## Filmographie partielle
- 1963 : Sol de verano, de Juan Bosch Palau
- 1967 : El caso de las dos bellezas, de Jesús Franco : Regina
- 1967 : Bésame, monstruo, de Jesús Franco
- 1968 : Les Vampires du docteur Dracula (La marca del hombre-lobo), de Enrique López Eguiluz : Nascha
- 1968 : Malenka la Vampire (Malenka, la sobrina del vampiro), d'Amando de Ossorio : Freya Zemis
- 1968 : Pas de pitié pour les héros (Hora cero: Operación Rommel), de León Klimovsky : Bertha
- 1968 : Le Pont sur l'Elbe (No importa morir), de León Klimovsky : Christina
- 1969 : Cómo casarse en siete días, de Fernando Fernán Gómez
- 1970 : Crimen imperfecto, de Fernando Fernán Gómez
- 1971 : Homicide parfait au terme de la loi (Un omicidio perfetto a termine di legge), de Tonino Ricci : Terry Povani
- 1972 : Far West Story (La banda J. & S. - Cronaca criminale del Far West), de Sergio Corbucci : Lidia
- 1972 : Mais qu'est-ce que je viens foutre au milieu de cette révolution ? (Che c'entriamo noi con la rivoluzione?), de Sergio Corbucci
- 1972 : L'Œil du typhon (El ojo del huracán), de Josè Maria Forquè : Danielle
- 1973 : Le Bossu de la morgue (El jorobado de la Morgue), de Javier Aguirre : Elke
- 1973 : Les Amazones (Le guerriere dal seno nudo), de Terence Young : Penthésilée
- 1978 : La Carabine nationale (La escopeta nacional), de Luis García Berlanga
- 1980 : Despido improcedente, de Joaquín Luis Romero Marchent
- 1997 : Al limite (it), d'Eduardo Campoy
- 1999 : París Tombuctú, de Luis García Berlanga